# Poddębina-Gajówka
Poddębina-Gajówka – zniesiona nazwa osady leśnej w Polsce położona w województwie mazowieckim, w powiecie gostynińskim, w gminie Pacyna.
Nazwa miejscowości została zniesiona z 2022 r.
W latach 1975–1998 miejscowość należała administracyjnie do województwa płockiego.